# Louis van Gaal
Aloysius Paulus Maria "Louis" van Gaal (Amsterdam, 8. kolovoza 1951.) nizozemski je nogometni trener. Trenutačno je bez kluba.

## Karijera

### Igračka
Nakon nogometne karijere u Royal Antwerpu, Sparti Rotterdam, i AZ Alkmaaru, 1986. godine postaje pomoćni trener. Nakon kratke karijere u AZ-u, otišao je u AFC Ajax i postao pomoćnik Leo Beenhakkera. Kad je 1991. Beenhakker napustio klub, van Gaal je postao trener Ajaxa.

### Ajax
Louis van Gaal je bio trener Ajaxa od 1991. do 1997. godine, gdje je postao uspješan trener. Za vrijeme van Gaalova treniranja, Ajax je tri puta osvojio Eredivisie, 1994., 1995. i 1996. godine. Također, s Ajaxom je 1993. godine osvojio KNVB Beker i Johan Cruijff kup od 1993. do 1995.godine. U Europi, Ajax je 1992. godine osvojio Kup UEFA, a 1995. UEFA Ligu prvaka, pobijedivši AC Milan u finalu. Krajem 1995., Ajax je pobijedio brazilski Grêmio na jedanaesterce u finalu Toyota (interkontinentalnog) kupa. Ajax je postao i doprvakom Lige prvaka, kad je 1996. godine u finalu izgubio od Juventusa na jedanaesterce.
Van Gaalov uspjeh u Ajax je bio jako dobar 1990-ih, a u nizozemskoj nogometnoj reprezentaciji su preovladavali Ajaxovi igrači: Patrick Kluivert, Marc Overmars, Frank i Ronald de Boer, Edgar Davids, Winston Bogarde, Michael Reiziger, i Edwin van der Sar.
2004. godine, vratio se u Ajax kao tehnički direktor, ali je otpušten iste godine zbog unutarnjih problema.

### Barcelona i Nizozemska
1997. godine, otišao je u FC Barcelonu i pomogao joj osvojiti dva ligaška naslova prvaka. Unatoč uspjehu, mnogo je iskritiziran pa je nakon tri sezone dao otkaz. Vratio se u nizozemsku da bi trenirao reprezentaciju za Svjetsko nogometno prvenstvo 2002.
Nizozemska nogometna reprezentacija nije se uspjela plasirati na SP, pa je van Gaala zamijenio Dick Advocaat. Louis van Gaal se vratio u Barcelonu, ali je nakon pola godine dao otkaz, zamijeno ga je Radomir Antić.

### AZ
2005. godine, zamijenio je Co Adriaansea na mjestu trenera AZ-a. AZ je 2006./07. sezone završio na trećem mjestu u Eredivisie, 3 boda manje od prvaka PSV-a i doprvaka Ajaxa. Uz to, Van Gaal je AZ odveo do drugog mjesta u KNVB kupu 2007. godine. AZ te godine ipak nije prošao u UEFA Ligu prvaka zbog ukupnog poraza od 4:2 protiv Ajaxa.
Louis van Gaal je na kraju sezone 2007./08. najavio napuštanje AZ-a. Međutim, kad su neki AZ-a igrači izjavili da bi željeli vidjeti van Gaala i u sezoni 2008./09., pa van Gaal dao igračima priliku da se dokažu i ostao na mjestu trenera.
AZ je sezonu 2008./09. započeo s dva poraza, 2:1 od NAC Breda i 0:3 od ADO Den Haaga, ali nakon toga, klub iz Alkmaara je ostao neporažen sve do 18. travnja, osvojivši Eredivisie ispred FC Twentea i AFC Ajaxa. AZ je imao najbolji obrambeni rekord u Eredivisie i drugi najbolji rekord za najviše postignutih pogodaka, zahvaljujući najboljem strijelcu lige, Mouniru El Hamdaouiju i Brazilcu Ariju. 19. travnja, osigurali su naslov prvaka lige, dan nakon neočekivanog poraza kod kuće od Vitessea, što je prekinulo niz od 28 utakmica bez poraza. Istog dana, Ajax, jedini koji ih je mogao stići, izgubio je 6:2 od PSV-a.

### Bayern München
1. srpnja 2009., van Gaal je preuzeo vodstvo Bayern Münchena. Van Gaal je određen kao trener "momčadi iz snova".
Van Gaal je započeo s lošim rezultatima u Bayern Münchenu, pobijedivši samo jednu od prve četiri utakmice pod vodstvom kluba, i do studenog su bili pred ispadanjem iz Lige prvaka s dva poraza od Bordeauxa. S Bayer Leverkusenom na vrhu Bundeslige, špekuliralo s da će van Gaal ubrzo dobiti otkaz u kraćem roku i od njegovog prethodnika, Jürgena Klinsmanna. Svađa s talijanskim napadačem Lucom Tonijem, važnom karikom za osvajanje duple krune 2007./08., dovelo je do odlaska Tonija u Romu. Međutim, Bayernova se forma bitno popravila nakon gostujuće pobjede od 4:1 nad Juventusom, koja ih je odvela u drugi dio natjecanja. Također, prošli su u polufinale njemačkog kupa i napokon su dospjeli na vrh ljestvice Bundeslige iza Leverkusena.
8. svibnja 2010., Bayern je postao prvakom Bundeslige po 22. put u povijesti, pobjedom od 3:1 nad Herthom Berlin. Bayern je također osvojio kup (DFB-Pokal) tjedan dana kasnije, osiguravši dvostruku krunu. Nakon četvrtfinalne pobjede nad Manchester Unitedom (pomoću golova u gostima) i ukupne 4:0 pobjede protiv Lyona u polufinalu, momčad Louisa van Gaala imala je priliku osvojiti prvu trostruku krunu nekog njemačkog kluba u povijesti. Međutim, Internazionale je u finalu nadigrao Bayern i s 2:0 pobjedom osvojio je treći naslov prvaka Europe. Van Gaalov suparnik u finalu, José Mourinho, postao je treći trener koji je Ligu prvaka osvojio s dva različita kluba. I sam Louis van Gaal je imao priliku za isti pothvat, jer je već jednom osvojio Ligu prvaka 1995. s AFC Ajaxom.

### Manchester United
19. svibnja 2014. Van Gaal je preuzeo klupu Manchester Uniteda.
Otpušten je 23. svibnja 2016. nakon sastanka s predsjednikom Manchester Uniteda.

## Nagrade
Nizozemski nogometni savez mu je 2007. i 2009. dodijelio nagradu Rinus Michels za trenera godine.

## Trenerska statistika
| Momčad            | Država     | Od    | Do    | Statistika | Statistika | Statistika | Statistika | Statistika |
| Momčad            | Država     | Od    | Do    | Gol.       | Pob.       | Izj.       | Por.       | Pob. %     |
| ----------------- | ---------- | ----- | ----- | ---------- | ---------- | ---------- | ---------- | ---------- |
| Ajax              | Nizozemska | 1991. | 1997. | 278        | 190        | 50         | 38         | 68.35      |
| FC Barcelona      | Španjolska | 1997. | 2000. | 166        | 93         | 30         | 43         | 56.02      |
| Nizozemska        | Nizozemska | 2000. | 2002. | 15         | 8          | 4          | 3          | 53.33      |
| FC Barcelona      | Španjolska | 2002. | 2003. | 30         | 16         | 5          | 9          | 53.33      |
| AZ                | Nizozemska | 2005. | 2009. | 176        | 102        | 38         | 36         | 57.95      |
| Bayern München    | Njemačka   | 2009. | 2011. | 96         | 59         | 18         | 19         | 61.46      |
| Nizozemska        | Nizozemska | 2012. | 2014. | 28         | 17         | 9          | 2          | 60.71      |
| Manchester United | Engleska   | 2014. |       | 0          | 0          | 0          | 0          | 0          |

## Vanjske poveznice
- Službena stranica
- Profil i statistika  Arhivirana inačica izvorne stranice od 2. svibnja 2010. (Wayback Machine)
- Statistika Louisa van Gaala  Arhivirana inačica izvorne stranice od 26. svibnja 2009. (Wayback Machine) na Soccerbase.com
- CV Louis van Gaal  Arhivirana inačica izvorne stranice od 23. rujna 2015. (Wayback Machine)
- Van Gaal: Nogometna filozofija  Arhivirana inačica izvorne stranice od 29. svibnja 2010. (Wayback Machine), FIFA.com